# Pardosa cluens
Pardosa cluens är en spindelart som beskrevs av Roewer 1959. Pardosa cluens ingår i släktet Pardosa och familjen vargspindlar.
Artens utbredningsområde är Kamerun. Inga underarter finns listade i Catalogue of Life.